# Lina Sastri
Pasqualina "Lina" Sastri, född 17 november 1950 i Neapel, Kampanien, är en italiensk skådespelerska och sångerska.

## Utmärkelser
Sastri har bland annat vunnit David di Donatello för bästa kvinnliga huvudroll 1984 och 1985.

## Roller i urval
- 1977 – Il prefetto di ferro
- 1984 – Jag skulle hälsa från Picone
- 1985 – Hemligt, hemligt!
- 1986 – L'inchiesta
- 1996 – Celluloide
- 1999 – Katjas äventyr
- 2012 – Förälskad i Rom